# Taito Legends 2
Taito Legends 2 ist eine Kollektion von 43 bekannten Videospielklassikern, die von Empire Interactive (Xbox, PC) bzw. Mine Loader Software (PlayStation 2) entwickelt und von Empire Interactive in Europa und Destineer in Nordamerika für PlayStation 2, Xbox und Microsoft Windows veröffentlicht wurde.
Es ist der Nachfolger von Taito Legends (2005).

## Rezeption
Taito Legends 2 wurde von der Fachpresse überwiegend mittelmäßig aufgenommen. Die ausgewählten Spiele seien nach übereinstimmender Meinung vieler Computerspielmagazine nicht so legendär wie die aus dem ersten Teil. Die Computerspielwebsite GameRankings bewertete die PC-Version beispielsweise mit 78,33 %.
Bekannte Titel sind u. a. Qix, Elevator Action Returns und Varianten von Space Invaders.

## Entwicklungsgeschichte
Die Entwicklung von Taito Legends 2 wurde von Taito Corporation geleitet, wobei das Hauptaugenmerk darauf lag, eine umfangreiche Sammlung von Arcade-Klassikern anzubieten, die Fans und Liebhaber des Arcade-Gaming ansprechen würden. Das Spiel wurde sorgfältig kuratiert, um eine vielfältige Auswahl an Spielen aus verschiedenen Genres und Epochen der Arcade-Geschichte zu präsentieren.

## Veröffentlichung
Taito Legends 2 wurde 2006 für PlayStation 2, Xbox und Microsoft Windows veröffentlicht. Das Spiel war in verschiedenen Regionen weltweit erhältlich und wurde von Fans und Sammlern gleichermaßen positiv aufgenommen.

## Belege
- Offizielle Taito-Legends-2-Website